# Sanandita
Sanandita es una localidad en el sur de Bolivia, ubicada en la región del Chaco boliviano. Administrativamente se encuentra en el municipio de Yacuiba de la provincia del Gran Chaco en el departamento de Tarija.
El pueblo está a una altitud de 847 msnm unos 35 km al norte de la frontera con Argentina. Directamente al oeste del pueblo se encuentra la Serranía del Aguaragüe, recorriendo de norte a sur, que con el Cerro Sanandita alcanza una altura de 1753 m s. n. m. La localidad se ubica dentro del Parque nacional y área natural de manejo integrado Aguaragüe, por lo que se ha convertido en un punto de ingreso hacia el área protegida.
En Sanandita se encuentra la Escuela de Cóndores de Bolivia (ESCONBOL), una escuela militar creada en 1980 con instructores que provenían de la Escuela de las Américas.

## Historia
Durante la época colonial, el padre jesuita Ignace Chomé, de origen francés menciona a "Sinanditi" en una carta de 1735, sin especificar si se trataba de una comunidad chané o chiriguana. La zona ha sido también nombrada como "Zenandite" o "Tenandite". Treinta años después, sin embargo, Sanandita apareció como un núcleo chané bastante activo y muy temido por los chiriguanos de Salinas e Itaú.
Ya en el siglo XX, Sanandita fue una de las primeras zonas productoras de petróleo en Bolivia. Es así que en 1926 la empresa estadounidense Standard Oil descubrió petróleo en el pozo SAN-X1 en Sanandita, luego de Bermejo dos años antes.

## Geografía
Sanandita se encuentra en el borde sureste de la cordillera de los Andes bolivianos, en las tierras bajas del Gran Chaco, que se extiende por el noroeste de Paraguay, el noreste de Argentina y el sureste de Bolivia.
El clima es subtropical con veranos cálidos y húmedos e inviernos moderadamente cálidos y secos. La temperatura media anual es de alrededor de 22 °C, los valores medios mensuales varían entre 15 °C en junio/julio y 26 °C en enero. La precipitación anual es de casi 1100 mm, con una estación seca de cuatro meses de junio a septiembre con precipitación mensual inferior a 15 mm y un período húmedo de diciembre a marzo con 160-200 mm de precipitación mensual.

## Transporte
Sanandita se encuentra a una distancia de 309 kilómetros por carretera al sureste de Tarija, la capital departamental, y a diecinueve kilómetros al norte de la localidad fronteriza de Yacuiba.
Desde Tarija, la carretera troncal Ruta 11 recorre hacia el este a través de las localidades de Entre Ríos y Palos Blancos durante 250 km hasta Villa Montes. Allí se une a la Ruta 9 que recorre de norte a sur, hacia el sur a través de Sachapera hasta Yaguacua y continúa por Villa El Carmen (Caipitandi), Palmar Chico y Yacuiba hasta la frontera con Argentina. En Yaguacua, un camino rural conduce al noroeste y llega al centro de Sanandita después de seis kilómetros.

## Demografía
La población de la localidad ha disminuido en aproximadamente un tercio en las últimas dos décadas:
| Año  | Habitantes | Fuente |
| ---- | ---------- | ------ |
| 1992 | 1 005      | Censo  |
| 2001 | 942        | Censo  |
| 2012 | 712        | Censo  |

La región tiene cierta proporción de población quechua, ya que en el municipio de Yacuiba el 17,6 por ciento de la población habla el idioma quechua.